# Fumador de pipa
Fumador de pipa (o El fumador) es una pintura al óleo sobre lienzo realizada en 1891 por el artista francés Paul Cézanne. Se conserva en el Museo del Hermitage de San Petersburgo.
En la década de los años 1890 Cezanne pintaría diferentes obras cuya temática versaría en torno a los aparceros de la residencia de Jas de Bouffan, propiedad de la familia de Cezanne desde 1859, uno de ellos el presente.
El protagonista de la pintura es un joven agricultor, quien accedió a posar por un módico precio.
Hay otra versión del cuadro en el Kunsthalle Mannheim, Alemania.